# Bendora Dam
Bendora Dam är en dammbyggnad i Australien. Den ligger i territoriet Australian Capital Territory, i den sydöstra delen av landet, omkring 32 kilometer sydväst om huvudstaden Canberra.
Trakten runt Bendora Dam är nära nog obefolkad, med mindre än två invånare per kvadratkilometer..
I omgivningarna runt Bendora Dam växer i huvudsak städsegrön lövskog. Genomsnittlig årsnederbörd är 1 222 millimeter. Den regnigaste månaden är februari, med i genomsnitt 179 mm nederbörd, och den torraste är maj, med 73 mm nederbörd.